# Distretto di Akyurt
Il distretto di Akyurt (in turco Akyurt ilçesi) è uno dei distretti della provincia di Ankara, in Turchia. Parte del distretto è compresa nel comune metropolitano di Ankara.